# سفم

ساختار اصلی سفالوسپورین‌ها.

ساختار هسته سفامایسین‌ها.

سفم‌ها (به انگلیسی: Cephem) یک زیر گروه از آنتی‌بیوتیک‌های بتا-لاکتام شامل سفالوسپورین‌ها و سفامایسین‌ها است. این دسته از ترکیبات جز متداول‌ترین هتروسیکل‌های ۴ عضوی هستند.